# Alcalá de Henares (Gerichtsbezirk)
Der Gerichtsbezirk Alcalá de Henares ist einer der 21 Gerichtsbezirke in der autonomen Gemeinschaft Madrid.
Der Bezirk umfasst 11 Gemeinden auf einer Fläche von 376,98 km² mit dem Hauptquartier in Alcalá de Henares.

## Gemeinden
| Gemeinde                         | Einwohner (2024) | Fläche km² | Dichte Einw./km² | Cod INE | Postleitzahl |
| -------------------------------- | ---------------- | ---------- | ---------------- | ------- | ------------ |
| Alcalá de Henares                | 200.702          | 87,72      | 2.288            | 28005   | 28800–28807  |
| Anchuelo                         | 1.392            | 21,55      | 65               | 28012   | 28818        |
| Camarma de Esteruelas            | 8.106            | 35,43      | 229              | 28032   | 28816        |
| Corpa                            | 792              | 25,91      | 31               | 28048   | 28811        |
| Meco                             | 15.732           | 35,11      | 448              | 28083   | 28880        |
| Pezuela de las Torres            | 989              | 41,44      | 24               | 28111   | 28812        |
| Santorcaz                        | 999              | 27,98      | 36               | 28136   | 28818        |
| Los Santos de la Humosa          | 2.785            | 34,89      | 80               | 28137   | 28817        |
| Valdeavero                       | 1.823            | 18,79      | 97               | 28156   | 28816        |
| Valverde de Alcalá               | 553              | 13,53      | 41               | 28166   | 28812        |
| Villalbilla                      | 18.000           | 34,63      | 520              | 28172   | 28810        |
| Gerichtsbezirk Alcalá de Henares | 251.873          | 376,98     | 668              | –       | –            |